# يوسف العتوم
يوسف العتوم، أحد أبرز علماء أهل السنة والجماعة من الأردن، وأكبر معمّر فيها لحين وفاته سنة 2013 عن عمر يزيد عن 120 عامًا.

## نشأته وعمله
وُلد الشيخ يوسف في بلدة سوف في محافظة جرش في الأردن في عام 1889 بحسب روايات أهل القرية وابنه كمال، في حين يؤكد البعض أنه من مواليد عام 1898. كان والده إمام مسجد فعلّمه القرآن الكريم والفقه، وكان آنذاك يرعى الأغنام. ثم سافر إلى سوريا طلباً للعلم فدرس الفقه وأصول الدين والتفسير وغيرها من العلوم الشرعية، ليقضي هناك 10 سنوات في دار المعارف يتلقى خلالها العلوم الشرعية والدينية. بعدها عاد إلى بلدته سوف ليبدأ مشواره في تعليم الناس القراءة والكتابة وإقامة المساجد والتدريس تارة في المساجد وأخرى في المجالس العامة. ثم يتجه إلى الجامع الأزهر في مصر ليطلب منه العلم ليعود بعدها للتدريس في أول مدرسة أساسية في بلدة سوف معلماً للتربية الإسلامية، لكن طلبه رفض في بداية الأمر لعدم إرفاق شهادة مما دفعه للعودة إلى سوريا مرة أخرى ليأتي بشهادته ليعين على أساسها معلماً، وذلك كان في 23 آذار من عام 1953.

## من شيوخه
- بدر الدين الحسني.
- علي الدقر.

## عائلته
تزوج الشيخ يوسف للمرة الأولى من السيدة «فاطمة»، قال أنه دفع مهرها مائة دينار أردني. أما الزوجة الثانية فكانت من سوريا، والزوجة الثالثة اسمها «فاطمة الحسن العتوم». أما زوجته الحالية (الرابعة) فهي وفقة الحسن العتوم وقد تزوجها وعمره 60 عاماً. وله من الأبناء 10 ذكور و10 من الإناث. أما الأحفاد فيقول الناس أن عددهم يفوق ال350 حفيد.

## حياته
تحتل تلاوة القرآن مساحة كبيرة من يوم الشيخ يوسف العتوم الذي حجّ 40 مرة واعتمر 50 مرة، ولا ينفكّ عن التسبيح وقراءة القرآن طوال ساعات النهار والليل. أوصى الشيخ الشيخ العتوم بورقة كتب عليها أبياتاً من الشعر لترافقه في قبره الذي قام بتحضيره والمساهمة بحفره ليكون جاهزاً واختار ان يكون القبر بجوار قبري والديه في مدخل مقبرة «سوف» حيث وضع فوق الحفرة شاهداً رخامياً كُتب عليه اسمه تسبقها كلمة «المرحوم»، وجاءفي القصيدة:

## وفاته
تُوفي الشيخ يوسف يوم السبت 7 ذو الحجة 1434 الموافق 12 أكتوبر 2013، بعد إصابته بضعف عام في قواه الجسدية جراء الهرم، وقد تم تشييع جثمانه بعد صلاة العصر من يوم السبت من مسجد النور في مدينة سوف.